# Vicente de la Mata
Vicente de la Mata (Rosario, 15 januari 1918 –  aldaar op 4 augustus 1980) was een Argentijnse voetballer.
Hij startte zijn carrière bij Central Córdoba en maakte in 1936 de overstap naar Independiente en speelde er veertien seizoenen. Hij wordt gezien als een van de grootste spelers van de club. Met het nationaal elftal won hij drie keer de Copa América. In 1951 keerde hij terug naar zijn geboortestad Rosario om er voor Newell's Old Boys te spelen. Na zijn spelerscarrière werd hij ook nog trainer.

## Foto's

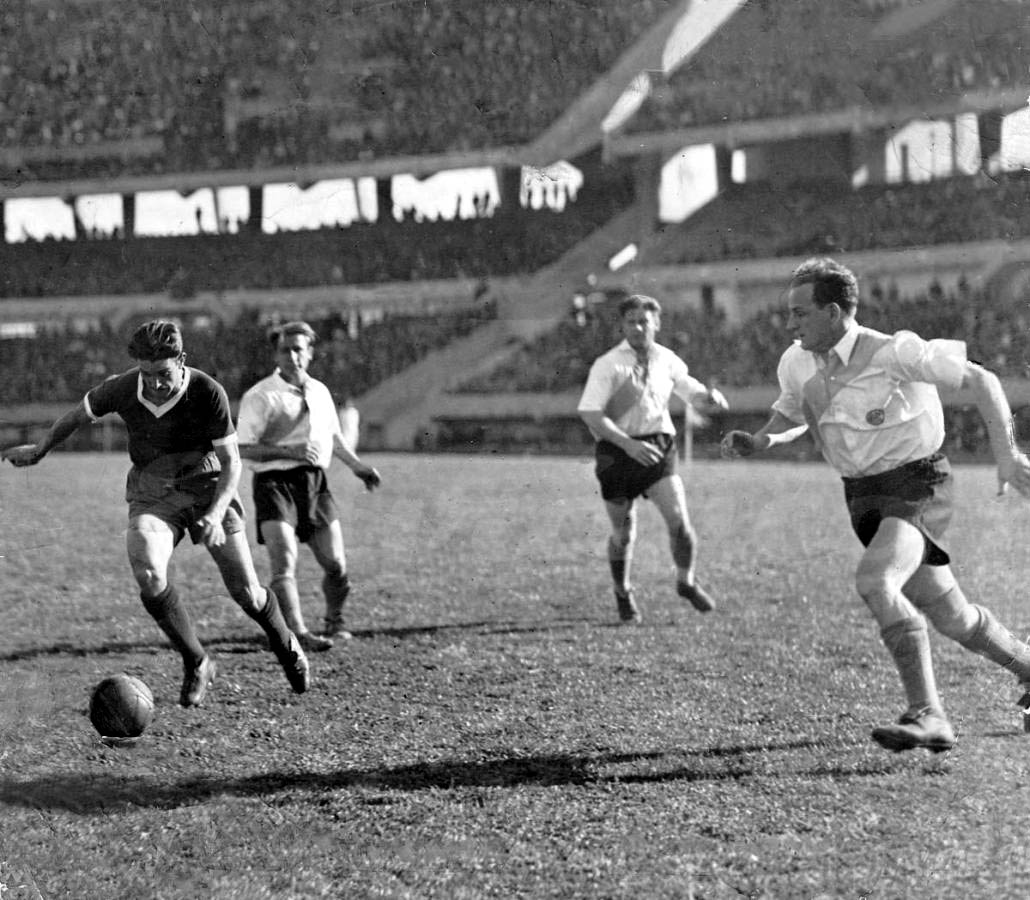
1939
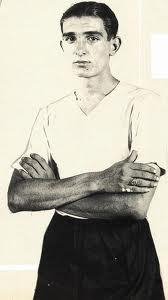
voor 1952